# Erodium hakkiaricum
Erodium hakkiaricum là một loài thực vật có hoa trong họ Mỏ hạc. Loài này được P.H.Davis mô tả khoa học đầu tiên năm 1956.